# Септичний шок
Септичний шок (його варіант інфекційно-токсичний шок, який відбувається при деяких тяжких інфекційних хворобах і має певні особливості) — невідкладний стан, найтяжчий прояв сепсису, якій виникає при інфекційних, хірургічних, урологічних, акушерсько-гінекологічних хворобах, який проявляється тяжкою гіпотензією і порушеннями системної гемодинаміки. Цей вид шоку відносять до дистрибутивних або перерозподільних.
Відносно сепсису у міжнародній клінічній практиці широко використовують термінологію, яка була запропонована на Погоджувальній конференції по сепсису у 1992 році в США (англ. Consensus Conference of the American College of Chest Physicians and the Society of Critical Care Medicine). Головною ознакою сепсису вважають таким чином наявність в організмі патогенних бактерій, які спричинюють розвиток синдрому системної запальної відповіді, що, в свою чергу, обумовлює появу неконтрольованих патофізіологічних змін на рівні ендотелію капілярів.
Синдром системної запальної відповіді (ССЗВ, SIRS) — це термін, який було введено для виділення універсальних клінічних проявів, що виникають внаслідок розвитку вираженої запальної реакції (але не тільки інфекційного ґенезу) чи системної відповіді на тяжку інфекцію. Для встановлення факту цього синдрому у хворого існують відповідні діагностичні критерії, як група показників, зміна яких може відображати запальні зміни (інфекційного чи іншого генезу) на мікросудинному та клітинному рівнях. Наявність принаймні двох із наступних 4 критеріїв вказує на розвиток ССЗВ:
- температура тіла вище 38 °C чи нижче 36 °C;
- частота серцевих скорочень вище 90 за хвилину;
- частота дихання більше 20 за хвилину;
- кількість лейкоцитів більше 12x109/л чи менше 4x109/л або наявність більше 10 % незрілих форм.

Тяжкий сепсис може мати перебіг без критеріїв ССЗВ, так само і критерії ССЗВ можна виявити під час інших захворювань (травма, отруєння, гострий панкреатит тощо). Дані досліджень вказують на більшу діагностичну значущість раннього виявлення органної дисфункції, ніж просто наявності критеріїв ССЗВ.
Залежно від ступеня тяжкості виділяють:
- сепсис (критерії ССЗВ/SIRS + інфекція),
- тяжкий сепсис (дисфункція органів внаслідок гіпоперфузії)
- септичний шок (приєднання гіпотензії, яку не корегує інфузійна терапія).

Термін «бактеріємія» означає наявність мікроорганізмів у крові (не обов'язково асоціюється з сепсисом). Бактеріємія часто є вторинною, як результат наявності внутрішньосудинного вогнища інфекції чи вогнища поза судинами.
Встановлено, що септичний шок з бактеріологічно підтвердженою бактеріємією становить лише 30-50 % випадків.

## Етіологія
У розвитку сепсису найбільш важливим є та обставина, що організм хворого втрачає здатність до локалізації та пригнічення збудників та / або нейтралізації їх екзо- або ендотоксинів, чи обох одразу.
Підґрунтям розвитку септичного шоку є порушення гемодинаміки, периферичної тканинної гемоперфузії. Збудниками сепсису частіше є кишкова паличка, протей, синьогнійна паличка, клебсієла, сальмонели, стрептококи, стафілококи, Clostridium perfringens тощо. Бактерійні токсини породжують спочатку спазм дрібних судин, а потім їх параліч, що призводить до артеріальної гіпотензії, ацидозу, порушень кровообігу в мозкових, ниркових, печінкових судинах з розвитком ССЗВ, головними проявами якого є токсична енцефалопатія, серцева недостатність, ураження нирок і печінки.
В акушерстві септичний шок виникає часто внаслідок післяпологової інфекції. Його можна спостерігати також при септичних викиднях, у пізні терміни вагітності, як ускладнення кримінального аборту.
Рівень летальності від тяжкого сепсису коливається в межах 20-50 %. Головною причиною летальності при сепсисі є септичний шок. Фактори, які безпосередньо пов'язані зі зростанням рівня летальності:
- похилий вік,
- наявність супутньої патології
- розвиток множинної органної недостатності.

Відмічаються стрімке зростання летальності у хворих старше 50 років.
Сепсис частіше спостерігають в осіб похилого віку, які мають фонові захворювання, які сприяють виникненню інфекції (цукровий діабет, імунодефіцитні стани тощо). До групи ризику належать:
- онкологічні хворі під час проведення хіміотерапії,
- хворі з нирковою чи печінковою недостатністю у кінцевій стадії,
- ВІЛ-інфіковані,
- хворі, які тривалий час приймали кортикостероїди чи імуносупресивні препарати,
- особи з встановленими катетерами та іншими внутрішньовенними пристроями, ендопротезами.

## Патогенез
Патофізіологічна відповідь на інфекцію полягає в активації низки механізмів на локальному та системному рівнях, що реалізуються в неконтрольовану запальну реакцію, яка включає:
- активацію нейтрофілів та моноцитів;
- вивільнення медіаторів запалення;
- дифузну вазодилатацію та збільшення проникності ендотелію;
- активацію факторів згортання крові.

Вважається, що у випадку грамнегативних бактерій ініціюючим моментом є взаємодія імунокомпетентних клітин з ендотоксинами бактеріальної стінки. У випадку грампозитивної інфекції також виникає взаємодія з екзотоксинами, які вивільняють бактерії. У клітинах активується вивільнення цитокінових та нецитокінових медіаторів:
- фактор некрозу пухлин-a (TNF-a),
- інтерлейкін-1 (IL-1),
- інтерлійкін-6 (IL-6).

До кровотоку виділяються медіатори з вазодилатуючою та ендотоксичною дією (простагландини, тромбоксан А2 і оксид азоту), що призводить до системної гіпоперфузії, розвитку синдрому капілярного просочування, мікротромбування, ішемії та функціональної недостатності органів. Слід зазначити, що порушення мікроциркуляції можуть виникати навіть на фоні нормальних показників гемодинаміки.

## Клінічні прояви
Клінічна симптоматика на ранніх стадіях сепсису може бути неспецифічною. Типові симптоми системного запалення можуть бути відсутні, особливо в осіб похилого віку. Локальні прояви часто є ключовими для виявлення етіології процесу.
Гарячка є симптомом інфекції, але підйом температури тіла не є високоспецифічною ознакою. Гіпотермія (зниження температури нижче позначки у 37 °C) є вагомішим фактором прогнозування тяжкості процесу.
Тахікардія є компенсаторним механізмом для процесу збільшення доставки кисню до тканин та вказує на потребу в проведенні інфузійної терапії, хоча може бути спричинена і власне гарячкою.
Задишка (тахіпное) у ранні терміни є результатом впливу ендотоксинів та медіаторів запалення на дихальний центр, надалі збільшення частоти дихання є компенсаторною реакцією на виникнення метаболічного ацидозу. Хворий часто відчуває нестачу повітря, з'являється відчуття тривоги. Тахіпное є одним із найвагоміших та несприятливих критеріїв ССЗВ і ознакою легеневої недостатності та гострого респіраторного дистрес-синдрому (ГРДС).
Порушення функції ЦНС коливається від незначної дезорієнтації в часі та просторі до коми. Іншими проявами порушень ЦНС є немотивований страх, тривожність чи збудження. Причинами цього є гіпоперфузія (зменшення кровопостачання) головного мозку та порушення обміну амінокислот.
Під час об'єктивного обстеження визначають загальний стан хворого, прохідність дихальних шляхів, самостійне дихання та стан кровообігу, ступінь свідомості.
Бліда, сіра чи мармурова шкіра є ознакою порушення кровопостачання тканин і шоку. На ранніх стадіях шкіра тепла внаслідок периферичної вазодилатації та збільшення серцевого викиду («теплий шок»). Під час прогресування септичного шоку гіповолемія, гіпоперфузія та зменшення серцевого викиду проявляються холодними на дотик кінцівками та порушенням капілярного наповнення.
Петехіальний висип чи пурпура можуть бути пов'язані з синдромом дисемінованого внутрішньосудинного згортання крові (ДВЗ-синдром).

## Діагностика

### Клінічний аналіз крові
Підрахунок при проведенні клінічного аналізу крові кількості лейкоцитів входить до критеріїв ССЗВ. Рівень гемоглобіну вище 100 г/л та гематокриту вище 30 % є достатнім для підтримки адекватної перфузії тканин, оскільки киснева ємність та транспорт кисню кров'ю є вирішальними.
Підвищення рівня тромбоцитів у крові є показником гострої фази запалення, проте на фоні ДВЗ-синдрому їх кількість значно знижується.

### Біохімічний аналіз крові
Моніторувати та корегувати рівень електролітів особливо важливо у випадку тяжкої дегідратації. Зниження рівня бікарбонатів вказує на гострий ацидоз. Підвищення вмісту азоту сечовини та рівня креатиніну може вказувати на тяжку дегідратацію та/або ниркову недостатність.
Важливим є контроль рівня глюкози в крові, підвищення якого пов'язують з вищим відсотком летальності.
Активність амінотрансфераз (АЛТ, АСТ) лужної фосфатази, ліпази та рівень білірубіну можуть вказати на ймовірне джерело інфекції або на розвиток певної органної недостатності.
Лактат крові є маркером анаеробного метаболізму, який відбувається на тлі кисневого голоду. Наслідком гіпоксемії є зниження перфузії та дифузії кисню через капіляри до тканин, порушення утилізації О2 на клітинному рівні. Підвищення рівня лактату понад 2,5 ммоль/л асоціюють з підвищенням смертності.

### Коагулограма
Порушення коагуляції діагностують за рівнем протромбінового часу та активованого тромбопластинового часу, які подовжуються на фоні ДВЗ-синдрому. Також спостерігають зниження рівня фібриногену та підвищення рівня продуктів деградації фібрину.

### Бактеріологічне дослідження
Посів крові виконують у всіх пацієнтів з підозрою на сепсис для виділення специфічного штаму та корекції антибіотикотерапії. Слід підкреслити, що очікування виділення патогенної культури при сепсисі становить лише 50 %.
У 10-15 % випадків гарячки без явних локальних симптомів інфекції джерелом є сечова система (особливо у похилому віці), тому важливо провести бактеріальне дослідження сечі та виділень з сечовивідних шляхів.
Харкотиння при підозрі на пневмонію, гнійний матеріал з дренажів/абсцесів, ліквор при підозрі на інфекцію ЦНС фарбують за Грамом.

### Інструментальні методи дослідження
Проведення діагностичних заходів для пошуку джерела інфекції особливо важливе у випадках, коли важливо і можливе провести хірургічне дренування (інфекція черевної порожнини, м'яких тканин та фасцій, параректальні абсцеси тощо).
Під час рентгенографії органів грудної клітки в 5 % випадків виявляють інфільтрати на фоні гарячки невідомого походження, в інших випадках діагностують ГРДС. Рентгенографія органів черевної порожнини виконується у випадках клініки кишкової непрохідності чи перфорації порожнинного органа. У деяких випадках рентгенографія кінцівок може допомогти у діагностиці інфекції глибоких тканин (скупчення газу, ознаки остеомієліту). Проте при діагностиці некротизуючого фасциїту найбільш інформативні такі клінічні прояви, як сильний біль, крепітація, набряк, геморагії, ексудат із різким запахом.
Проведення ультразвукового дослідження черевної порожнини рекомендовано за наявності симптомів гострого холециститу чи холангіту. За показаннями виконують КТ органів черевної порожнини.

## Лікування

### Загальні принципи
Повноцінне лікування можливе тільки в умовах стаціонару з відповідним діагностичним та моніторним обладнанням. Проте інсуфляцію (введення у порожнини) кисню та поповнення об'єму циркулюючої крові (ОЦК) ізотонічними кристалоїдними розчинами медичний персонал має проводити навіть на достаціонарному етапі.

### Маніпуляції та діагностичні процедури у стаціонарі

#### Оротрахеальна інтубація та штучна вентиляція легень (ШВЛ)
Необхідність виконання ранньої інтубації та ШВЛ повинна бути розглядана навіть за відсутності явної гіпоксії чи ГРДС. Адекватна ШВЛ дозволяє зберегти енергетичні ресурси, які витрачаються на роботу дихання, що досягає до 30 % від загального метаболізму.

#### Внутрішньовенний доступ
У разі потенційної необхідності проведення масивної інфузії розчинів рекомендоване введення двох широких катетерів у периферійну вену. Центральний катетер (тобто встановлений у підключичну вену) встановлюють пацієнтам з шоком, рефрактерним до інфузії 20-30 мл/кг кристалоїдних розчинів протягом 30-60 хвилин.

#### Встановлення сечового катетера
Дозволяє точно підраховувати діурез як показник балансу рідини та тканинної перфузії. Нормальний діурез у дорослих становить 0,5 мл/кг на годину, або 30-50 мл на годину.

#### Заходи для встановлення вогнища інфекції
Дренування абсцесу шкіри та м'яких тканин виконують негайно, оскільки інші терапевтичні заходи будуть малоефективними. Виконують всі необхідні діагностичні процедури для знаходження вогнища інфекції. Люмбальну пункція використовують при підозрі на менінгіт чи енцефаліт. Антибіотики широкого спектра, які проникають крізь гематоенцефалічний бар'єр, призначають перед початком процедури. При підозрі на інфекцію ЦНС антибіотики призначають якнайшвидше, оскільки вони не впливають на результати бактеріологічного дослідження ліквору протягом кількох годин після призначення. Якщо септичне вогнище виникає у жіночій репродуктивній системі, то для його усунення обережно проводять інструментальне дослідження матки за допомогою кюретки. За відсутності ефекту від лікування виконують ампутацію матки.

### Загальні положення лікування сепсису і септичного шоку згідно міжнародних протоколів
Усім пацієнтам з підозрою на сепсис призначають оксигенотерапію, проводять оцінку дихання та прохідності дихальних шляхів. Проведення ШВЛ рекомендовано пацієнтам з потребою у кисні, наявністю диспное та тахіпное, артеріальною гіпотензією та периферичною гіпоперфузією.

#### Інфузійна волемічна підтримка
Оскільки септичний шок відносять до дистрибутивних видів шоку, при цьому стані розвивається відносна або абсолютна гіповолемія. У більшості випадків потрібно проводити масивні інфузії кристалоїдних і колоїдних розчинів, часто до 4-6 літрів в першу добу. Вважають, що приблизно у 50 % хворих з септичним шоком базисні гемодинамічні показники можна стабілізувати за рахунок адекватної інфузійної терапії. Пацієнтам з імовірним септичним шоком проводять початкове волемічне навантаження (тобто швидке введення об'єму рідини за певний період часу з подальшою оцінкою реакції на це) кристалоїдами об'ємом 20-30 мл/кг (1-2 л) за період 30-60 хвилин з подальшим введенням до 1 л ще за 30 хвилин. Швидкість інфузії моніторують за показниками центрального венозного тиску (ЦВТ) та ознаками перевантаження об'ємом (диспное, крепітація над легенями чи їх набряк за даними рентгенографії органів грудної клітки).
Є думка, що введення колоїдів (альбуміну та гідроксиетилкрохмалю), не має переваг перед введенням кристалоїдів (ізотонічний розчин хлориду натрію чи розчини Рінгера-лактату). Але є протилежні висновки, що важливу роль в сучасній рідинної ресусцитації грає суміш гіпертонічного розчину натрію хлориду (7,5 %) з розчином колоїду (гідроксиетилкрохмаль, декстран). Гіпертонічний розчин / колоїд (4 мл/кг) покращує мікроциркуляцію і перфузію тканин при тяжкої гіповолемії. Вважають, що введення розчинів гідроксиетилкрохмалю при надають в такій ситуації протекторний ефект ендотелію судин, сприяють нормалізації проникності і збереженню рідини в судинному руслі. Припускають позитивний вплив цих розчинів на запальну відповідь і проникність ендотелію внаслідок зменшення звільнення адгезивних молекул. Волемічна підтримка розчином гідроксиетилкрохмалю 130/0,4 істотно покращує оксигенацію тканин в порівнянні з застосуванням лише кристалоїдних розчинів.

#### Антибіотикотерапія
Рекомендовано починати її протягом першої години виявлення септичного шоку, затримку призначення антибіотиків пов'язують з підвищенням летальності.
Вибір антибіотика базують на оцінці потенційного джерела інфекції та ймовірних збудників.
- Якщо джерело інфекції невідоме, антибіотик повинен бути широкого спектра: діяти як на грампозитивні, так і на грамнегативні бактерії та анаероби.
- Відмічають загальну тенденцію до збільшення частоти виявлення метицилін-резистентного золотистого стафілокока (MRSA), тому варто застосовувати відповідні антибактеріальні препарати (ванкоміцин чи лінезолід). Особливо це стосується пацієнтів з постійним внутрішньовенним введенням (в/в) ліків в анамнезі, з постійними в/в катетерами/пристроями чи хронічно хворих на тяжкі хвороби.
- Антипсевдомонадні антибіотики (цефтазидим, цефепім, тикарцилін, піперацилін, іміпенем, меропенем) повинні бути застосовані в імуноскомпроментованих пацієнтів, особливо за наявності нейтропенії чи опіків.
- Доведено, що у пацієнтів без імуносупресії адекватною є монотерапія карбапенемами (іміпенем, меропенем), одним із цефалоспоринів третього чи четвертого покоління (цефотаксим, цефоперазон, цефтазидим) чи пеніцилінами широкого спектра дії (тикарцилін, піперацилін) без застосування нефротоксичних аміноглікозидів.

#### Вазопресорна терапія
При недостатньому ефекті об'ємної ресусцитації, для нормалізації параметрів гемодинаміки і, насамперед, артеріального тиску необхідна вазопресорна підтримка (препарати, які спричинюють звуження судин). Застосування цих препаратів теоретично обґрунтовано зниженням загального периферичного опору судин при септичному шоці. Тому застосування альфа1-адренергічних агоністів покращує прогноз при ньому. Вазопресори призначають у випадку стійкої гіпотензії після досягнення адекватного ОЦК. Стійку гіпотензію зазвичай визначають як систолічний артеріальний тиск (сАТ) <90 мм рт.ст. чи середнього артеріального тиску (САТ) <65 мм рт.ст. з ознаками порушенням тканинної перфузії. Головною метою терапії є ліквідація патологічної вазодилатації і перерозподілу крові, які породила запальна відповідь на інфекцію. Вазопресори рекомендують ввести після досягнення ЦВТ — 80-120 мм вод. ст. на фоні гіпоперфузії, доза титрується до досягнення САТ більш 65 мм рт.ст. У разі вираженого шоку (сАТ <70 мм рт. ст. та ознаки тканинної гіпоперфузії) вазопресори призначають, попри рідинну ресусцитацію (тобто реанімацію). Слід відзначити, що вазопресори необхідно застосовувати тільки після заповнення внутрішньосудинного об'єму, оскільки вони можуть посилювати глобальну і регіональну ішемію тканин, особливо це стосується вісцерального і ниркового кровотоку, а також здатні провокувати порушення ритму серця.

##### Вазопресори першої лінії
Препаратами вибору для септичного шоку є норадреналін або дофамін. Перший має переважно альфа-адреноміметичний ефект та сильну вазоконстрикторну (таку, що зумовлює сильний спазм судин) дію стосовно периферичних артерій без суттєвого впливу на частоту скорочень серця (ЧСС) та серцевий викид. Теоретично норадреналін є ідеальним вазопресором у випадку «теплого» шоку, коли відзначають периферичну вазодилатацію на тлі нормального чи підвищеного серцевого викиду. Типовий пацієнт з «теплим» шоком має теплі кінцівки при системній гіпотензії і тахікардії. Доза норадреналіну у дорослих має бути у межах 2-20 мкг/хв без урахування маси тіла.
Дофамін, що має значно більший β-адреноміметичний ефект, збільшує САТ за рахунок підвищення скоротливої функції міокарда, ударного об'єму та ЧСС. Однак у великих дозах він справляє більший альфа-адреноміметичний ефект та периферичний опір. Дофамін може бути кориснішим у випадку «холодного» шоку, коли є периферична вазоконстрикція (холодні кінцівки), і серцевий викид надто малий для забезпечення тканинної перфузії. Доза становить 1-20 мкг/кг на хвилину.

##### Вазопресори другої лінії
Вазопресорами другої лінії для пацієнтів з такою стійкою гіпотензією, яку не корегують попри максимальні дози норадреналін чи дофамін, є адреналін, фенілефрин (мезатон) та вазопресин. Адреналін підвищує САТ у пацієнтів, нечутливих до інших вазопресорів, переважно за рахунок сильного інотропного ефекту на міокард. Побічні ефекти включають тахіаритмію, міокардіальну ішемію, підвищення загальної концентрації лактату. Фенілефрин — це чистий альфа-адреноміметик, що спричиняє сильну вазоконстрикцію, але за рахунок цього зменшується скоротлива функція міокарда і ЧСС. Цей препарат рекомендовано пацієнтам зі значною тахікардією.
Вазопресин пропонують як потенційно корисний препарат для лікування септичного шоку. Він є ендогенним пептидом із сильним вазоактивним ефектом, рівень якого знижується під час септичного шоку. Призначення вазопресину знижує потребу в норадреналіні.

##### Інші інотропні засоби
Оскільки при септичному шоці швидко знижується скорочувальна функція міокарда, необхідна істотна кардіотонічна підтримка. Добутамін — інотропний засіб із β-адреноміметичним ефектом, що стимулює серцевий викид. Він покращює доставку кисню у тих пацієнтів із септичним шоком, яким проведена адекватна рідинна ресусцитація та надана вазопресорна підтримка. Добутамін рекомендують за наявності ознак тканинної гіпоперфузії після досягнення цільових показників ЦВТ, САТ та гематокриту. Добутамін є препаратом вибору для інотропної підтримки при зниженні серцевого викиду <2,5 л/хв/м2 при адекватному заповненні рідиною. Можливо, тому однією з найефективніших вважають комбінацію добутаміну і норадреналіну.
Виражений лактатацидоз, який розвивається в результаті переважання анаеробного гліколізу, може сам стати однією з причин неефективності катехоламінів. У цих випадках, але тільки за умови рН крові <7,2, рекомендуют переливання розчину соди.

#### Лікування порушень ниркової функції
Розвиток недостатності нирок при септичному шоці частіше має преренальний (донирковий) характер, тому основним методом лікування такої недостатності є найшвидше відновлення кровопостачання нирок. При розвитку гострої ниркової недостатності рекомендовано відповідне екстракорпоральне (поза організмом) лікування, зокрема гемодіаліз.

#### Глюкокортикостероїди
Проблема застосування глюкокортикоїдних гормонів при септичному шоці, залишається актуальною ось уже декілька десятиліть. При цьому дуже часто одні рекомендації змінюють на абсолютно протилежні. Для застосування глюкокортикостероїдів є серйозне підґрунтя. Через те, що в основі прогресування септичного процесу лежить ССЗВ, виражена протизапальна дія глюкокортикостероїдів має цьому запобігти. У другій половині ХХ століття при лікуванні септичного шоку рекомендували застосування великих доз глюкокортикостероїдів (до 30 мг/кг на добу). Однак в останні два десятиліття позитивний ефект такої терапії спростовано. На сьогодні вважають, що великі дози не тільки не роблять позитивного ефекту, але й погіршують результати лікування хворих на септичний шок. І навпаки є дані, що низькі дози глюкокортикостероїдів (200—300 мг гідрокортизону на добу протягом 5-7 діб) зменшують летальність і рекомендовані для застосування при сепсисі з артеріальною гіпотензією, яка погано піддається іншій терапії. Особливо ефективним є застосування глюкокортикостероїдів у хворих з відносною недостатністю надниркових залоз, яка часто виникає у цієї категорії хворих.

#### Корекція гемостазу та інших факторів
Однією з найбільш важливих стратегій лікування септичного шоку вважають активацію фібринолітичної системи, зокрема застосування рекомбінантного активованого протеїну С. Ендогенний активований протеїн C є найважливішим природним інгібітором факторів гемостазу Va і VIIIa і відіграє істотну антитромботичну роль в басейні мікроциркуляції. Активований протеїн C має прямим протизапальною дією — знижує продукцію цитокінів, інгібує адгезію лейкоцитів з ендотелієм. Згідно з результатами дослідження PROWESS, застосування активованого дротрекогіна альфа в дозі 24 мкг/кг/годину протягом 96 годин достовірно зменшило 28-денну смертність до 26,5 % і дозволило швидше нормалізувати функцію серцево-судинної і дихальної систем.
При достатній перфузії тканин за наявності ішемічної хвороби серця або гострої кровотечі гемоглобін слід підтримувати на рівні 70-90 г/л. Для цього можна застосувати переливання еритромаси.
Здійснюють профілактику тромбозу глибоких вен бинтуванням гомілок та іншими заходами. Проводять профілактику стресогенних виразок і кровотечь з верхніх відділів шлунково-кишкового тракту шляхом використання блокаторів H2-гістамінових рецепторів або інгібіторів протонної помпи.

#### Поживна підтримка
У пацієнтів з септичним шоком збільшена потреба в споживанні білків і велика витрата калорій, тому адекватне харчування покращує результати лікування і зменшує летальність при цій патології. Навіть короткий період відсутності ентерального (тобто шлунково-кишкового) харчування призводить до тяжких несприятливих наслідків. Раніше домінувала думка про переваги суто парентерального харчування і виключення ентерального прийому їжі у хворих в критичному стані, зокрема при септичному шоці. Однак за останній час думки про методи живильної підтримки кардинально змінилися.
Перевагами ентерального харчування вважають:
- Протекцію слизової оболонки і збереження бар'єрної функції кишки;
- Більш фізіологічний шлях надходження їжі з адекватнішою продукцією деяких гормонів в травній системі;
- Відсутність необхідності в тривалій катетеризації вен і масивних внутрішньовенних інфузій, що також знижує ризик інфекційних ускладнень;
- Можливість забезпечення ефективнішої нутріїтивної підтримки;
- Менший ризик утворення виразок шлунка і тонкої кишки;
- Менша вартість.

Протипоказаннями до раннього ентерального харчування є відсутність гемодинамічної стабільності та внутрішньочеревні ускладнення після абдомінальних операцій (наприклад, недостатність кишкового анастомозу). Однак не всі згодні з таким підходом. Є думки, що ентеральне харчування для пацієнтів з сепсисом не є небезпечним і його рекомендують навіть у випадках тяжкого септичного шоку.
Варто також пам'ятати про небажаність парентерального введення глюкози у хворих на септичний шок.

### Особливості лікування септичного шоку на тлі цукрового діабету
Необхідним в такій ситуації є суворий контроль рівня глікемії, підтримання рівня глюкози в крові <8 ммоль/л після початкової стабілізації. Для цього часто необхідне використання інтенсивної інсулінотерапії, при проведенні якої варто враховувати ризик розвитку гіпоглікемії.

### Особливості лікування септичного шоку у дітей
Включають:
- ретельніше використання фізикальних методів обстеження для вибору терапії;
- дофамін є засобом вибору при гіпотензії;
- глюкортикостероїди застосовують тільки у дітей з підозрюваною або доведеною недостатністю надниркових залоз;
- використання рекомбінантного активованого протеїну C у дітей протипоказано.

### Особливості лікування можливого сепсису та септичного шоку при коронавірусній хворобі 2019
При виборі інфузійної терапії при підозрі на розвиток сепсису  та септичного шоку при коронавірусній хворобі 2019 (COVID-19) перевагу слід віддавати кристалоїдним розчинам як на початковому етапі терапії сепсису / септичного шоку (дорослим вводять не менше 30 мл / кг маси тіла ізотонічного кристалоїда: фізіологічний розчин і розчин Рінгера лактатний у перші 3 години), так і надалі для поповнення обсягу внутрішньосудинної рідини. Як основне доповнення до розчинів кристалоїдів можуть бути використані розчини альбуміну, однак не рекомендується застосовувати гідроксиетилкрохмаль для заміщення об'єму внутрішньосудинної рідини, що пов'язане з підвищеним ризиком смерті та гострим ураженням нирок порівняно з кристалоїдами. Гіпотонічні (на відміну від ізотонічних) розчини менш ефективні для збільшення внутрішньосудинного об'єму. Надмірне введення рідини може призвести до об'ємного перевантаження, включаючи виникнення дихальної недостатності. Якщо немає реакції на введення рідини і з'являються ознаки перевантаженості об'ємом: здуття яремної вени, крепітація при аускультації легенів, набряк легенів на рентгенівських знімках або гепатоспленомегалія (збільшення печінки та селезінки) у дітей, то слід зменшити або припинити введення рідини. Це вкрай важливо тоді, коли відсутня механічна вентиляція легень.
Лікування сепсису вимагає призначення антибіотиків, нерідко по декілька, згідно з існуючими правилами його лікування. Але ВООЗ стурбована тим, що загрозлива тенденція наростання в світі резистентності мікроорганізмів до антибіотиків надалі буде підживлюватися нераціональним їх використанням під час пандемії COVID-19. Докази свідчать, що лише незначна частка пацієнтів із коронавірусною хворобою 2019 потребує антибактеріальної терапії для лікування подальших бактеріальних інфекцій і сепсису, через що ВООЗ видала вказівки не надавати антибіотикотерапію чи профілактику антибіотиками пацієнтам із легким або середньотяжким клінічним перебігом коронавірусної хвороби 2019 якщо немає клінічних показань для цього.
За відсутністю ефекту від внутрішньовенної дезінтоксикаційної терапії для підтримки середнього артеріального тиску≥65 мм рт. ст. до терапії слід додати вазоактивні препарати (вазопресори). Норадреналін є препаратом вибору першої лінії вазопрессоров, можливо додавання адреналіну до норадреналіну з метою підвищення середнього артеріального тиску до цільового рівня, а також додавання вазопресину (до 0,03 одиниць / хвилину) з метою зменшення дози норадреналіну. Якщо центральні венозні катетери недоступні, вазопресори можна вводити через периферичну вену, але використовувати при цьому вену великого діаметру та ретельно стежити за ознаками екстравазації і локального некрозу тканин. Якщо відбувається екстравазація, слід припинити введення. Вазопресори також можна впорскувати через внутрішньокісткові голки. Як альтернатива норадреналіну у пацієнтів з низьким ризиком тахіаритмії, з абсолютною чи відносною брадикардією як вазопресорний препарат може бути призначений дофамін. Для стабілізації гемодинаміки при адекватному водному навантаженні та достатній вазопресорній терапії не рекомендовано призначення внутрішньовенно глюкокортикостероїдів. Тільки в разі того, що попри проведені заходи, стабілізація не настає, можливе призначення гідрокортизону в дозі 0,2 г / добу.
У більшості хворих із септичним шоком виникає тяжка вазоплегія і виразна недостатність міокарда. Для цієї групи пацієнтів існує потенційна можливість отримання користі від застосування глюкокортикостероїдів. Проте шок на тлі тяжкої гіпоксемії та респіраторної недостатності нерідко є наслідком підвищеного внутрішньогрудного тиску (особливо під час інвазивної вентиляції), що перешкоджає кровонаповненню міокарда, а не є наслідком вазоплегії. Тому в подібних клінічних ситуаціях призначення глюкокортикостероїдів не є корисним для хворого.